# She's A Rainbow
She's A Rainbow е сатирична песен на Ролинг Стоунс, която е поставена в албума Their Satanic Majesties Request от 1967 година.
Веднъж бива наречена „най-хубавата и нетипична песен“, написана от Мик Джагър и Кийт Ричардс за Стоунс. Тя е и много двусмислена в значението си. Характерни за нея са богатството на лириката, блестящото пиано на Ники Хопкинс и мелотронът на Брайън Джоунс.
Джон Пол Джоунс, който по-късно се включва в Лед Цепелин, аранжира струнната част от песента по време на сесиите. Беквокалите са дело на цялата група, без Чарли Уотс. Стихът „she comes in colours“ се появява и в песен на групата Лав от декември 1966 година.
Песента започва с възходящ ред на пианото, което се повтаря като мотив в цялата структура. Използват се хумористични и двусмислени механизми, например когато струнните инструменти не са нито в строй, нито в правилния ключ в края на песента, или когато другите от Стоунс пеят „Ла ла“, все едно изпълняват малки деца. She's A Rainbow завършва с необикновено горчив електрически акорд.
Песента е издадена като сингъл през декември 1967 година и застава на 25-ра позиция в САЩ. Тя става част от множество хитови компилации на групата, вкл. Through the Past, Darkly (Big Hits Vol. 2) (1969), More Hot Rocks (Big Hits & Fazed Cookies) (1972), 30 Greatest Hits (1977), Singles Collection: The London Years (1989), Forty Licks (2002) и GRRR! (2012). Произведението се свири понякога по време на турнето от 1997 – 98 Bridges to Babylon Tour. Apple Inc. влага песента в рекламен материал за iMac G3. По-късно Сони използва песента в реклама за BRAVIA.
На финала на сезон 2011/12 на Saturday Night Live Мик Джагър е домакин на последния, завършващ скеч, в който Аркейд Файър и SNL изълняват She's a Rainbow в чест на заминаващия си оригинален член Кристин Уииг. В скеча Уииг е студентка, която след седем години напуска SNL. Самият Джагър не пее She's A Rainbow, но в края на случката се връща на сцената заедно с други хора от SNL, с които пее Ruby Tuesday.
Инди групата Уърлд Ъф Туист прави кавър версия през 1992 година.
Стоунс също така просвирват песента по обща молба в Сантяго де Чиле, Чили, и в Сау Пауло, Бразилия, по време на турнето Olé South American Tour през февруари 2016 година.

## Творчески колектив
- Мик Джагър – вокали, перкусии
- Кийт Ричардс – акустична китара, беквокали
- Брайън Джоунс – мелотрон, електрическа китара, перкусии, беквокали
- Бил Уаймън – бас-китара, беквокали
- Чарли Уотс – барабани

Допълнителен персонал:
- Ники Хопкинс – пиано и челеста
- Джон Пол Джоунс – струнен аранжимент